# Vụ rơi máy bay B-52 tại Palomares năm 1966
Ngày 17 tháng 11 năm 1966, một chiếc máy bay ném bom chiến lược B-52 của Không quân Hoa Kỳ khi đang bay tuần tra thường lệ trên bầu trời Địa Trung Hải đã va chạm với máy bay tiếp dầu KC-135 làm rơi 3 quả bom nhiệt hạch xuống vùng đất gần ngôi làng Palomares và một quả rơi xuống biển.
Những chiếc máy bay B-52 thực hiện nhiều hành trình tại nhiều địa điểm khác nhau trên thế giới. Chiếc B-52 gặp nạn ở Palomares đang bay trên tuyến đường phía nam, lặp đi lặp lại hành trình từ bắc Carolina đi vòng quanh Địa Trung Hải thì bất ngờ đâm phải chiếc máy bay chở dầu đã cất cánh từ căn cứ gần đó ở phía nam Tây Ban Nha để tiếp nhiên liệu.
Ở độ cao hơn 9.000m, hai chiếc máy bay đâm mạnh vào nhau và bốc cháy. 3 thành viên trong phi hành đoàn 7 người của B-52 bị chết, toàn bộ 4 phi công của chiếc KC-135 thiệt mạng. Trước khi chiếc máy bay bốc cháy lao xuống biển, các phi công đã bấm nút hệ thống thả bom sự cố. Một quả bom nhiệt hạch rơi an toàn xuống cánh đồng trồng cà chua gần làng, hai quả khác bị ngòi nổ phi hạt nhân phá tung gây ra một trận mưa bụi plutonium và quả cuối cùng rơi xuống biển. Nhiều ngày sau tai nạn, người ta đã tiến hành tìm kiếm ở vùng bờ biển làng chài Palomares với sự tham gia của khoảng 700 binh sĩ cùng các nhà khoa học Mỹ và Tây Ban Nha. Họ nhanh chóng tìm được 3 quả bom rơi trên đất liền. Sở sĩ có hai quả bị ngòi nổ phi hạt nhân phá tung là do dù an toàn đã không bung ra khi phi công ấn nút thả bom sự cố. Các quả bom rơi xuống Palomares có năng lượng lượng nổ 25 megaton.
Trong số bốn quả bom H loại Mk28 mà máy bay B-52G chở, ba quả được tìm thấy trên đất gần làng đánh cá nhỏ Palomares trong khu tự quản Cuevas del Almanzora, Almería, Tây Ban Nha. Các chất nổ phi hạt nhân trong hai trong số những vũ khí phát nổ khi va chạm với mặt đất, dẫn đến sự ô nhiễm của một khu vực rộng 2 km vuông (490 mẫu Anh) (0,78 dặm vuông) bởi plutonium. Quả bom thứ tư, bị rơi vào biển Địa Trung Hải, được thu hồi nguyên vẹn sau thời gian tìm kiếm 2,5 tháng.